# Tilly (metteur en scène)
 (mai 2018).
 (mai 2018).
Si vous disposez d'ouvrages ou d'articles de référence ou si vous connaissez des sites web de qualité traitant du thème abordé ici, merci de compléter l'article en donnant les références utiles à sa vérifiabilité et en les liant à la section « Notes et références ».
Pour les articles homonymes, voir Tilly.
Tilly, mononyme de François-Louis Tilly, né le 30 mars 1946 à Belle-Isle-en-Terre (Côtes-d'Armor), est un metteur en scène de théâtre, auteur dramatique, réalisateur et scénariste français.

## Auteur
- 1980 : Charcuterie fine
- 1982 : Spaghetti bolognese, mise en scène Michel Hermon (théâtre Gérard-Philipe)[1]
- 1985 : Les Trompettes de la Mort
- 1986 : La Maison des Jeanne et de la culture
- 1987 : Y'a bon Bamboula
- 1999 : Minuit chrétien
- 2005 : Rideau
- 2008 : Et Dieu pour tous

## Filmographie
- 1972 : Les Petits Enfants d'Attila de Jean-Pierre Bastid
- 1975 : Pays de Jacques Krier
- 1976 : Messieurs les jurés : L'Affaire Cleurie de Jacques Krier
- 1992 : Loin du Brésil, réalisateur et scénariste

## Comédien
- 1969 : Noces de sang de Federico García Lorca, mise en scène Raymond Rouleau, Théâtre des Célestins
- 1970 : Bachus de Jean Cocteau, mise en scène Jacque Sarthou
- 1972 : Peer Gynt d'Ibsen, mise en scène Michel Hermon
- 1973 : Lulu de Wedeking, mise en scène Michel Hermon
- 1974 : Sodome et Gomorrhe de Jean Giraudoux, mise en scène Roland Monod, Tréteaux de France
- 1987 : Normal Heart de Larry Kramer, mise en scène Drereck Golby

## Metteur en scène
- 1986 : Les Trompettes de la mort de Tilly, Théâtre Paris-Villette
- 1987 : Y'a bon Bamboula de Tilly, Festival d'Avignon, Théâtre Paris-Villette
- 1994 : Charcuterie fine de Tilly, Théâtre national de la Colline
- 1997 : Démons et Merveilles (Lambert Wilson), Théâtre des Abbesses
- 1998 : Hammerklavier de Yasmina Reza. La Coursive (Scène Nationale La Rochelle)
- 1999 : Minuit chrétien de Tilly, La Coursive (Scène Nationale La Rochelle)
- 2000 : Minuit chrétien de Tilly, Théâtre de la Porte-Saint-Martin, Théâtre de Nice
- 2002 : Les Monologues du vagin d'Eve Ensler, avec Fanny Cttençon.Théâtre de Poche Bruxelles, Théâtre Fontaine Paris
- 2003 : L'Éventail de Lady Windermere d'Oscar Wilde, Théâtre du Palais-Royal
- 2004 : Feydeau c'est fou ! d'après Georges Feydeau, Théâtre de la Porte-Saint-Martin
- 2004 : À la folie, pas du tout d'Edward Albee, Théâtre de l'Atelier
- 2006 : Spaghetti bolognese de Tilly, CNSAD [réf. nécessaire]
- 2012 : Les monologues de la Marijuana, Théâtre de Poche Bruxelles
- 2019 : Les Enfants de Lucy Kirkwood, Théâtre de Poche Bruxelles

## Prix et récompenses
1986: Prix de Syndicat de la Critique pour Les Trompettes de la Mort
- 1997 : Prix SACD, Prix Théâtre de la SACD
- 1992 : Prix Gervais pour Loin du Brésil
- 1992 : Prix de la Première œuvre pour Loin du Brésil. Festival de Florence
- 1992 : Prix du Public pour Loin du Brésil. Festival de la Ciotat